# František Štafa (poslanec Říšského sněmu)
František Štafa (9. září 1802 Křemenec u Konice nebo Lerchenfeld – ???) byl rakouský politik české národnosti z Moravy, během revolučního roku 1848 poslanec Říšského sněmu.

## Biografie
Byl rodákem z Veselé (část Křemence u Konice). Jeho bratrem byl buditel a poslanec Moravského zemského sněmu roku 1848 Antonín Štafa. Roku 1849 se uvádí jako Franz Staffa, vyměnkář z obce Křemenec. Uvádí se etnicky jako Slovan.
Během revolučního roku 1848 se zapojil do veřejného dění. Ve volbách roku 1848 byl zvolen i na ústavodárný Říšský sněm. Zastupoval volební obvod Konice. Tehdy se uváděl coby výměnkář. Řadil se k sněmovní levici.